# Macclesfield Town
Macclesfield Town (offiziell: Macclesfield Town Football Club) war ein Fußballverein aus der nordwestenglischen Stadt Macclesfield in der Grafschaft Cheshire. Der 1874 gegründete Klub spielte zwischen 1997 und 2020 insgesamt 17 Spielzeiten in den Spielklassen der Football League. Im September 2020 wurde der Verein wegen Steuerschulden aufgelöst. Der Klub trug seine Heimspiele seit 1891 im Stadion Moss Rose aus und hatte den Spitznamen The Silkmen (deutsch Die Seidenmänner). Unter dem Namen FC Macclesfield entstand ein Nachfolgeverein.

## Geschichte

Bis 2008 genutztes Vereinswappen

Der Club wurde bereits Mitte des 19. Jahrhunderts gegründet, nach Fußballregeln wurde allerdings ab 1874 gespielt. Zuvor war Macclesfield Town ein Rugbyverein.
Bis 1940 trug das Team verschiedene Namen, unter anderem Macclesfield Football and Athletic Club, Hallifield F.C. und Macclesfield F.C. Nach dem Zweiten Weltkrieg nahm man dann den heutigen Vereinsnamen an.
Ab 1946/47 spielte man in der Cheshire County League, 1968 wurde man Gründungsmitglied der Northern Premier League, die man in den ersten zwei Jahren auch gewinnen konnte. Nach dem dritten Titel 1987 erlangte der Verein in der Football Conference, der fünfthöchsten englischen Spielklasse. Die Conference konnte man 1995 gewinnen, der Aufstieg in den Profifußball wurde dem Verein jedoch untersagt, da das Stadion nicht den Mindeststandards der Football League entsprach.
1997 gelang mit der erneuten Conference-Meisterschaft dann der Aufstieg in die Third Division (heutige Football League Two). Nach dem erneuten Aufstieg spielte der Verein in der Second Division (heutige Football League One), der bisher höchsten Spielklasse in der Vereinsgeschichte, der direkte Abstieg zurück in die vierte Liga konnte allerdings nicht verhindert werden. Nach einem erneuten Abstieg 2012 spielte der Club zwischenzeitlich wieder in der Conference National. Nach einer erfolgreichen Saison 2017/18 gelang dem Team mit dem Gewinn des Meistertitels auch der Wiederaufstieg in die League Two.
Im Oktober 2006 übernahm der ehemalige Weltstar und englische Nationalspieler Paul Ince das Amt des Spielertrainers. Er sollte den Verein zurück in die dritte Liga führen. Dies misslang jedoch und Macclesfield Town entwischte am Saisonende mit Rang 22 nur knapp dem Abstieg. Nachdem zwischenzeitlich Ian Brightwell seit dem 29. Juni 2007 die Trainernachfolge übernommen hatte, kam am 27. Februar 2008 Keith Alexander zu den „Silkmen“. Dieser verstarb jedoch ein Jahr später nach einem Heimspiel gegen Notts County an einer schweren Krankheit. Der bisherige Co-Trainer Gary Simpson übernahm kurz darauf dessen Nachfolge und wurde auch mit einem Vertrag über zwei Jahre hinweg ausgestattet. Nach einer erfolgreichen Saison wurde der Vertrag bereits vorzeitig verlängert.
Nach dem Abstieg in die Conference National folgten diverse Trainerwechsel. Die innere Krise des Vereins gipfelte im Mai 2012 im Rücktritt von drei Mitgliedern der Geschäftsleitung, darunter auch Geschäftsführer Andy Scott.
Nach dem Wiederaufstieg in die Football League gab Trainer John Askey überraschend seinen Rücktritt bekannt und wechselte zu Shrewsbury Town. Für ihn übernahm der bisherige Solihull Moors-Trainer Mark Yates. Nach zwölf Spielen ohne Sieg wurde Yates Anfang Oktober 2018 wieder entlassen. Ende November gab Macclesfield die Verpflichtung des früheren englischen Nationalspielers Sol Campbell als neuer Cheftrainer bekannt.
Durch mehrere Punktabzüge wegen nicht gezahlter Gehälter und Nichtantreten bei Spielen wurde Macclesfield Town in der Saison EFL League Two 2019/20 Tabellenletzter und musste absteigen. Ende September 2020, vier Tage vor Beginn der National League, wurde der Club aus der Liga ausgeschlossen. Dies trat am 12. Oktober des Jahres in Kraft. Am 13. Oktober kaufte der Geschäftsmann Robert Smethurst aus Macclesfield, Besitzer von Stockport Town, die restlichen Vermögenswerte des Clubs. Unter dem Namen FC Macclesfield (englisch Macclesfield F.C.) spielte in der Saison 2021/22 in der North West Counties Football League eine Nachfolgeverein.

## Sonstiges
Am 9. Januar 2011 verstarb der Mittelfeldspieler Richard Butcher in seiner Wohnung in Swinton im Alter von 29 Jahren. Nachdem er nicht zum Montagstraining erschienen war, erfuhr Club-Manager Gary Simpson, dass er an einer Herzrhythmusstörung verstorben war. Butchers Rückennummer 21 wird seitdem, als Zeichen des Respekts, nicht mehr vergeben.

## Erfolge
- FA Trophy: 1970, 1996
- Meister Football Conference/National League: 1995, 1997, 2018
- Meister Northern Premier League: 1969, 1970, 1987
- Northern Premier League Challenge Cup: 1987
- Meister Cheshire League: 1932, 1933, 1953, 1961, 1964, 1968
- Cheshire Senior Cup: 1890, 1891, 1894, 1896, 1911, 1930, 1935, 1951, 1952, 1954, 1960, 1964, 1969, 1971, 1973, 1983, 1991, 1992, 1998, 2000
- Meister Manchester League: 1909, 1911